# Team Spirit (film)
Team Spirit is een Belgische filmkomedie van Jan Verheyen uit 2000 over het leven van voetballers die in een klein ploegje bij het liefhebbersverbond spelen. Er kwam ook een tweede film uit, Team Spirit 2, en er werden twee televisieseries geproduceerd, die telkens voortborduurden op de gebeurtenissen uit de film.
Deze film is een Vlaamse remake van de Nederlandse film All Stars uit 1997. Verheyen zei dat hij een Vlaamse versie van St. Elmo's Fire wou maken, overgoten met een royaal sausje Friends.

## Rolverdeling
| Acteur               | Personage            |
| -------------------- | -------------------- |
| Axel Daeseleire      | Franky Leemans       |
| Dimitri Leue         | Jean-Marc Kestermans |
| Geert Hunaerts       | Vic Schoute          |
| Tania Kloek          | Nancy                |
| Michael Pas          | Stef Vannieuwenhuyse |
| Filip Peeters        | Ronny                |
| Peter Van den Begin  | Eddy                 |
| Mathias Sercu        | Jos De Paepe         |
| Tom Van Landuyt      | Eric Bogaert         |
| Anne Denolf          | Rita                 |
| Tine Reymer          | Annelies Moons       |
| Arnold Willems       | vader Leemans        |
| Ilse De Meulemeester | Sarah                |
| Vic De Wachter       | Paul Schoute         |
| Katrien De Ruysscher | Vera                 |